# Старореченское
Староре́ченское — село в Октябрьском районе Приморского края. Входит в состав Покровского сельского поселения.

## География
Село Старореченское стоит на левом берегу реки Раздольная, примерно в 10 км ниже районного центра села Покровка.
Дорога к селу Старореченское идёт на юг от автотрассы Новоникольск — Покровка, расстояние по автодороге до Покровки около 12 км, до Новоникольска (Уссурийский городской округ) около 19 км.

## Название
До 1972 года село носило китайское название Кубяк, переименовано после вооружённого конфликта за остров Даманский.

## Население
| 2002 | 2010 |
| ---- | ---- |
| 303  | ↘247 |

## Улицы
В селе имеются три улицы: Зелёная, Кузнечная и Ленина. 

## Экономика
Сельскохозяйственные предприятия Октябрьского района.